# Zupajzaur
Zupajzaur (Zupaysaurus rougieri) – teropod z nadrodziny celofyzoidów (Coelophysoidea); jego nazwa oznacza "diabelski jaszczur Rougieriego" ("zupay" w języku keczua znaczy "diabeł").
Żył w epoce późnego triasu (ok. 218–207 mln lat temu) na terenach Ameryki Południowej. Długość ciała ok. 4 m, wysokość ok. 1,2–1,5 m, masa do ok. 200 kg. Jego szczątki znaleziono w Argentynie (w prowincji La Rioja).